# Sint-Eligiuskerk (Büllingen)

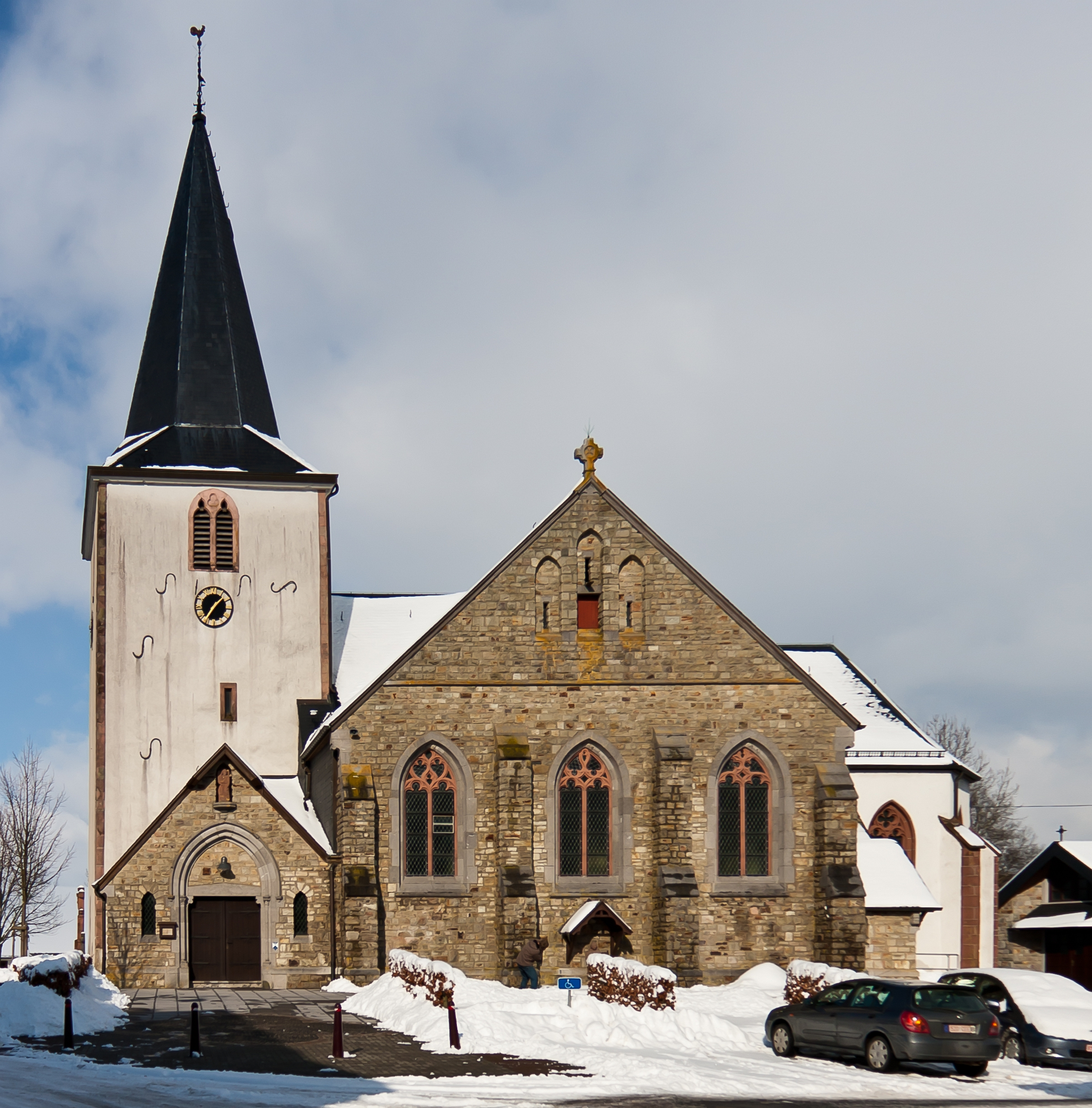
Sint-Eligiuskerk gezien vanaf de zuidzijde

De Sint-Eligiuskerk (Duits: Kirche Sankt Eligius) is de parochiekerk van de tot de provincie Luik behorende Duitstalige plaats Büllingen, gelegen aan de Kirchweg.

## Geschiedenis
Door de verschillende bouwfasen is de plattegrond van de kerk vandaag de dag vrij ingewikkeld.
De eerste schriftelijke vermelding van een kerkgebouw dateert van 1130. Deze kerk was aan de Heiligen Petrus en Paulus gewijd.  Oorspronkelijk was de kerk onderhorig aan de Abdij van Prüm. Het gebouw was west-oost georiënteerd met zware westtoren. Van deze romaanse kerk zijn, verwerkt in de huidige kerk, nog enkele muurresten overgebleven.  Opgravingen in 1897 brachten ook enkele restanten van de fundering van het romaanse kerkgebouw aan het licht.
Tussen 1513 en 1520 werd een nieuw, driebeukig kerkschip en koor gebouwd, opgetrokken in breuksteen die daarna gepleisterd werd. Het koor bevond zich achter een triomfboog en werd driezijdig afgesloten.
In 1772 werd de kerk gewijd aan Sint-Eligius.
In 1956 werd, loodrecht op de bestaande kerk, een nieuw kerkschip gebouwd in neogotische stijl, waardoor de westtoren langs het nieuwe schip kwam te staan en het oude koor een zijkapel werd. De kerk was voortaan noord-zuid gericht en aan de zuidkant werd een nieuw portaal gebouwd, uitgevoerd in breuksteen.

## Kunstschatten
De kerk bezit een hardstenen romaans doopvont. Van belang zijn verder een 3 meter hoog kruisbeeld (1698) in Buntsandstein, dat tegen de zuidzijde van de toren is opgesteld; en een 16e-eeuws beeld van de Heilige Michaël als zielenweger, dat boven de ingang is geplaatst en eveneens uit Buntsandstein werd gehouwen.